# A Day At The Races
A Day At The Races este un album al trupei Queen , lansat în decembrie 1976 .
A Day At The Races a fost primul album produs în întregime de către formație , după ce primele patru au fost produse alături de Roy Thomas Baker și John Anthony (Queen I) .
A Day at The Races a fost înregistrat la studiourile Sarm East, The Manor și Wessex în Anglia cu ajutorul inginerului de sunet Mike Stone. Titlul albumului este, ca și A Night at the Opera , inspirat din titlul unui film cu Frații Marx .
A Day At The Races a atins primul loc în Marea Britanie , Japonia și Olanda . A ajuns până pe locul 5 în Billboard 200 și a fost al cincilea album Queen creditat cu discul de aur în SUA . Ulterior a primit discul de platină ca urmare a vânzărilor bune ale materialului .

## Tracklist
1. "Tie Your Mother Down" ( Brian May ) (4:47)
2. "You Take My Breath Away" ( Freddie Mercury ) (5:09)
3. "Long Away" ( May ) (3:34)
4. "The Millionaire Waltz" ( Mercury ) (4:54)
5. "You and I" ( John Deacon ) (3:25)
6. "Somebody to Love" ( Mercury ) (4:56)
7. "White Man" ( May ) (4:59)
8. "Good Old-Fashioned Lover Boy" ( Mercury ) (2:54)
9. "Drowse" ( Roger Taylor ) (3:45)
10. "Teo Torriatte (Let Us Cling Together)" ( May ) (5:50)

## Single-uri
- "Somebody to Love" (1976)
- "Tie Your Mother Down" (1977)
- "Teo Torriatte (Let Us Cling Together)" (1977)
- "Good Old-Fashioned Lover Boy" (1977)
- "Long Away" (1977)

## Componență
- Freddie Mercury - voce principală , pian , voce de fundal
- Brian May - chitare electrice , chitare acustice , voce principală , voce de fundal , pian , Harmonium
- Roger Taylor - tobe , percuție , voce principală , voce de fundal , chitară electrică
- John Deacon - bas , chitară acustică